# Union des travailleurs de théâtre de l'Azerbaïdjan
L'Union des travailleurs de théâtre de l'Azerbaïdjan (en azéri: Azərbaycan Teatr Xadimləri İttifaqı) est une organisation publique regroupant les employées de théâtre d'Azerbaïdjan. Le président de l'Union est Azerpasha Nemat, Artiste du peuple de l'Azerbaïdjan. 

## Histoire
L'Union des travailleurs de théâtre d'Azerbaïdjan a été fondée en 1897. Le nom d'origine de l'organisation était « Union des acteurs», qui regroupait environ 300 comédiens. Cette organisation, qui a poursuivi ses activités depuis 1917 en tant qu'"Union des artistes musulmans", depuis 1920 - en tant qu' Union des artistes turcs, depuis 1948 - en tant que Société du théâtre d'Azerbaïdjan, a été rebaptisée en Union des travailleurs de théâtre d'Azerbaïdjan. 
L'objectif principal de l'Union des artistes de théâtre est de relancer le processus théâtral dans le pays. Dans les années pré-soviétiques, les associations et sociétés théâtrales, qui ont précédé l'Union des travailleurs de théâtre, étaient dirigées par des intellectuels éclairés tels que Sultan Madjid Hanizade, Abdurrahim Bey Hagverdiyev, Habib bey Mahmudbeyov, les frères Uzeyir Hadjibeyov et Zulfugar Hadjibeyov, Abbas Mirza Sharifzade. Plus tard, la Société de théâtre a été dirigée par les artistes populaires tels que Chovkat Mammadova, Rza Tahmasib, Marziya Davudova, Mustafa Mardanov, Mehdi Mammadov, Chamsi Badalbeyli, Lutfiyar Imanov, Hasanagha Turabov.

## Théâtre aujourd’hui
L'Union des acteurs de théâtre donne toujours une impulsion à de nouveaux débuts créatifs, permettant aux jeunes talents de démontrer leur potentiel artistique.L'Union des travailleurs de théâtre d'Azerbaïdjan, qui participe activement au processus théâtral national, avait organise des festivals de théâtre de divers formats pendant les années d'indépendance.  Les jeunes artistes travaillant dans les théâtres Yugh et Les jeunes ont été particulièrement actifs dans les festivals de l'Union.
Le 14 décembre 2019, l'Union publique Réseau de la jeunesse moderne  a réalisé un projet avec le slogan Protégeons nos valeurs nationales et morales pour le bien de notre avenir organisé avec le soutien organisationnel de l'Union des travailleurs de théâtre d'Azerbaïdjan. 

## Récompenses
Récompenses établies par l'Union
- Prix Derviche d'or
- Médaille d'or Ouvrier de théâtre
- Médaille d'argent Ouvrier de théâtre
- Médaille Artiste
- Prix Lumière de scène
- Prix Héritage

Décret d'honneur de l'Union des figures du théâtre